# 肖绪文
肖绪文（1953年4月13日—），陕西山阳人，中国建筑施工领域专家。1977年毕业于清华大学土木工程系。2013年当选为中国工程院院士。